# Prinzapolka (ort)
Prinzapolka är en ort i Nicaragua, vid floden Río Prinzapolka's mynning i Karibiska havet. Den ligger i kommunen Prinzapolka i Región Autónoma de la Costa Caribe Norte, men den är trots namnet inte kommunens huvudort. Prinzapolka var tidigare en viktig hamnort för gruvindustrin och jordbruket i inlandet, men den rollen har övertagits av Bilwi. Antalet invånare är 417 (2005).